# Иисус Христос (книга, 2019)
«Иису́с Христо́с» — книга митрополита Волоколамского Русской православной церкви Илариона (Алфеева), посвящённая жизни и проповеднической деятельности Иисуса Христа. Издана в 2019 году в рамках серии «Жизнь замечательных людей».

## История создания и публикация
Создание книги было начато с целью ёмкого изложения шеститомной монографии «Иисус Христос. Жизнь и учение», написанной также митрополитом Иларионом. По словам автора, для написания книги он изучил более тысячи источников на разных языках. Также по словам автора одной из причин создания книги стало появление множества материалов об Иисусе, которые «содержат искаженный Его образ и по сути дела предлагают ложную трактовку Его жизни и учения». 13 февраля 2019 года в Президентском зале пресс-центра МИА «Россия сегодня» прошла презентация книги, в которой приняли участие митрополит Иларион (Алфеев) и главный редактор издательства «Молодая гвардия» Андрей Петров. На презентации автор рассказал о целях и о процессе создания книги:

Несколько лет назад я закончил работу над шеститомным изданием под общим названием „Иисус Христос. Жизнь и учение“. Писал я эту книжную серию достаточно долго, для того чтобы её написать, мне потребовалось прочитать более тысячи книг на разных языках, в основном на английском, но также на немецком, французском и других. Задача, которую я перед собой ставил, — рассказать об Иисусе Христе на основе имеющихся источников с учётом современной научной литературы.

## Оценки
Церковные и светские критики вынесли разные оценки. В частности, ректор Минской духовной академии архимандрит Сергий (Акимов) написал: «Наверное, многие священнослужители сталкиваются в своей пастырской практике с обращениями людей, которые интересуются современной богословской литературой по Новому Завету, имеющей духовно-назидательный характер, при этом учитывающей хороший интеллектуальный уровень городского читателя, но не перегруженной детальным анализом текстологических и филологических проблем и обсуждением узкоспециализированных вопросов. Что можно посоветовать людям с такими запросами? Что можно посоветовать студентам духовных школ, которые начинают открывать для себя богатый мир евангельской истории? Следует признать, что здесь сложно найти альтернативу книге, созданной митрополитом Иларионом. Для студентов духовных школ эта книга станет прекрасным пособием по изучению не только евангельской истории, но и гомилетики. Для подготовки проповедей на богослужении особое значение имеют главы, посвященные чудесам и притчам Иисуса Христа. Очень хочется пригласить тех, кто еще не познакомился с этим изданием, открыть страницы нового тома серии "Жизнь замечательных людей", написанного митрополитом Волоколамским Иларионом, чтобы пройти стопами апостолов, пережить радость встречи с Образом Иисуса Христа, Который для каждого человека является Первообразом». Проректор Православного Свято-Тихоновского гуманитарного университета протоиерей Георгий Ореханов назвал книгу «полезной с точки зрения распространения адекватных взглядов о христианстве» для широкой аудитории, а историк Дмитрий Володихин счёл, что выполнена задача «рассказать хорошим русским литературным языком невоцерковленным людям, кто такой был Иисус». Писатель Евгений Водолазкин назвал книгу митрополита Илариона «очень важным и хорошим чтением». А председатель Совета Федерации Валентина Матвиенко, представляя митрополита Илариона членам верхней палаты парламента, сказала:

Если кто не успел прочитать его замечательную книгу «Иисус Христос», рекомендую прочитать. Получите огромное удовольствие.
В то же время высказывались также мнения, что данная книга — свидетельство «профанации сакрального и обмирщения христианства, навязчивое подстраивание и приспособление Церкви Христовой к миру ради мнимых „миссионерских“ целей». Писатель и редактор сайта «Русская линия» Анатолий Степанов отметил, что его смутил факт выхода биографии Христа в рамках серии «ЖЗЛ», поскольку Христос был не просто человеком, а Богочеловеком, но тем не менее счёл важным задачу популяризации Иисуса Христа для широкой аудитории.
Митрополит Иларион ответил на эту критику так: «То, что Он Бог, я в своей книге стараюсь доказать и доказываю практически на каждой странице. Но то, что Он Бог, не мешало ему быть замечательным человеком. Мы же исповедуем Иисуса Христа полноценным Богом и полноценным человеком. И Его человеческую историю я и хотел раскрыть. А что касается того, что книга об Иисусе Христе будет издана в одной серии с книгами о революционерах, террористах и т.п., то я думаю, что если Христос не погнушался быть распятым между двумя разбойниками, то Он не погнушается и тем, что Его биография будет стоять в одном ряду с биографиями людей, вошедших в историю со знаком минус».